# Hemileius elongatus
Hemileius elongatus är en kvalsterart som beskrevs av E. Pérez-Íñigo 1978. Hemileius elongatus ingår i släktet Hemileius och familjen Hemileiidae. Inga underarter finns listade i Catalogue of Life.